# Николай II, князь Эстерхази

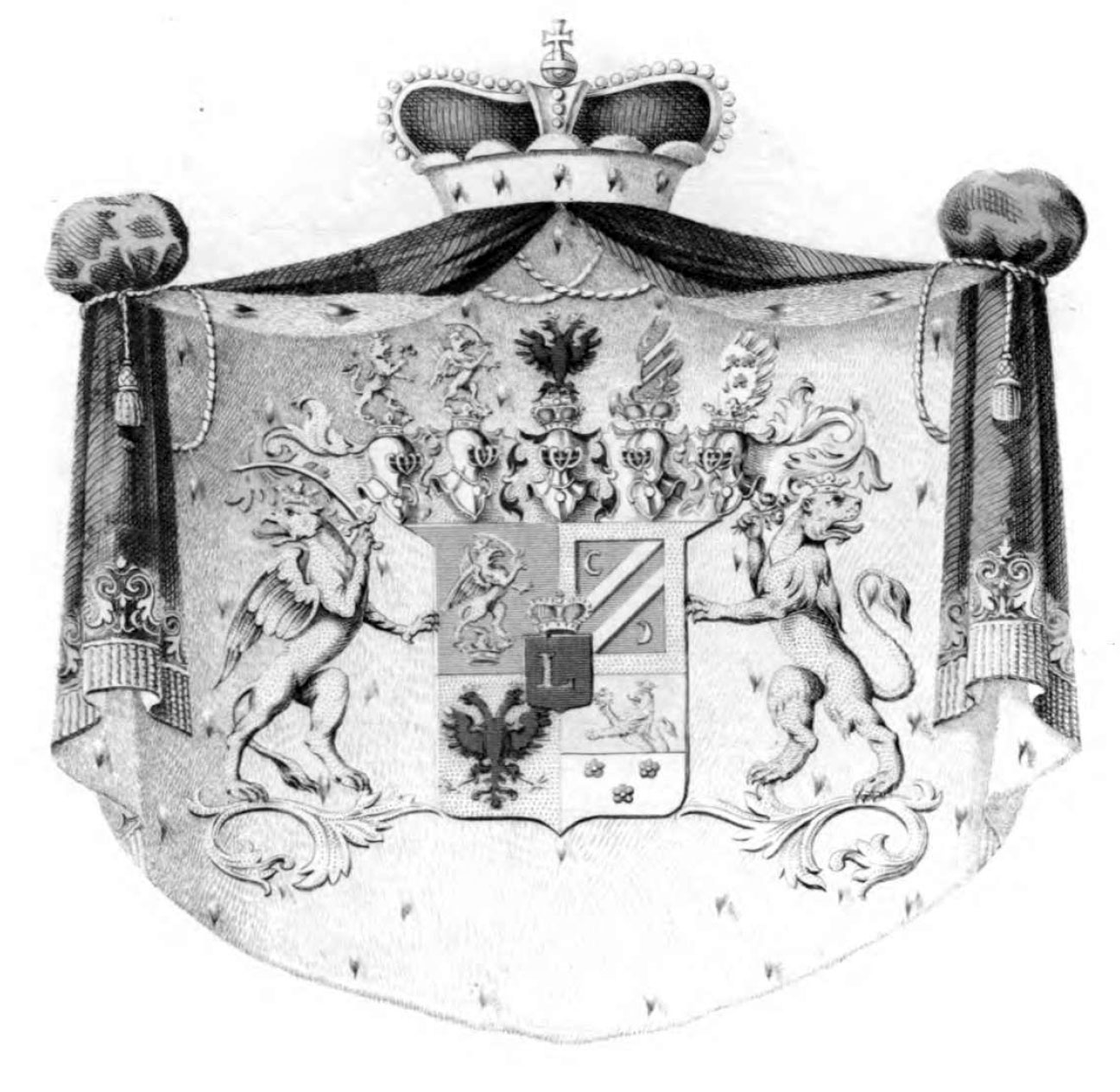
Княжеский герб Николая II

Николай (Миклош) II, князь Эстерхази (венг. Nikolaus II. Esterházy de Galantha; 12 декабря 1765, Вена — 25 ноября 1833, Комо) — венгерский граф, имперский фельдмаршал.

## Биография

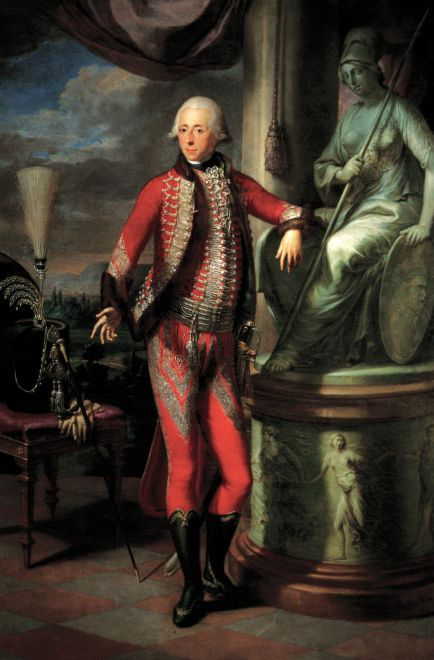
Портрет Николая (Миклоша) II, князя Эстерхази работы худ. Мартина Кноллера

Представитель княжеской ветви рода Эстерхази, один из богатейших людей Венгрии, с 1794 года — фюрст, глава дома, князь Эстерхази, внук Миклоша Иосифа Эстерхази, при дворе которого он воспитывался.
С 1779 по 1782 год вместе с младшим братом посещал Collegium Juricum в Эгере. В 1786 году получил военное образование в Линце.
Вошёл в историю под прозвищем «Il Magnifico» из-за великолепия своего двора, зданий и садов и, прежде всего, его больших коллекций произведений искусства. Покровительствовал искусствам, в особенности Йозефу Гайдну.
С 1790 года — член Тайного совета, с 1802 года — лейтенант-фельдмаршал, затем генерал-квартирмейстер, с 1803 года — Генерал-фельдмаршал и капитан королевской венгерской лейб-гвардии, с 1808 года — почётный член Венской академии художеств.
В 1797—1800 годах был одним из 4-х венгерских окружных генералов, возглавлявших венгерские национальные войска.
Современники описывают его как обаятельного, образованного и активного человека.
В начале XIX века Эстерхази, объявивший своим предком самого Аттилу, якобы отклонил предложенную ему Наполеоном венгерскую корону, предпочтя медиатизацию, то есть равнородность европейским монархам.
В 1809 г. выставил корпус добровольцев на помощь Австрии против Наполеона. Около 1810 года купил дом в Париже и предложил Луиджи Керубини должность придворного дирижёра. В 1827 году приобрел у великого герцога Людвига I Баденского остров Майнау на Боденском озере, который он часто использовал в качестве резиденции.

## Брак и дети
В 1783 году женился на Марии Йозефе Лихтенштейн, дочери князя Франца Иосифа I фон Лихтенштейна. 
В браке родилось двое детей:
- Пал Антал (1786-1866), жена Мария Терезия Турн-и-Таксис, трое детей
- Леопольдина (1788–1846), муж - Мориц фон Лихтенштейн, четверо детей

## Память
- В 1862 году в честь Николая (Миклоша) II, князя Эстерхази была названа улица Эстерхазигассе в Венcком районе Мариахильф.

## Награды
- Орден Золотого руна (1808)
- Кавалер Большого креста Королевского Гвельфского ордена
- Кавалер Королевского венгерского ордена Святого Стефана
- Орден Святого Губерта